# 4-Ethylthio-2,5-dimethoxyphenethylamin
4-Ethylthio-2,5-dimethoxyphenethylamin (2C-T-2) ist eine chemische Verbindung aus der Gruppe der schwefelsubstituierten Phenethylamine, die eine psychoaktive Wirkung besitzen (2C-Gruppe).

## Gewinnung und Darstellung
4-Ethylthio-2,5-dimethoxyphenethylamin kann ausgehend von 1,4-Dimethoxybenzol über 2,5-Dimethoxythiophenol gewonnen werden. Die Verbindung wurde erstmals 1981 von dem US-amerikanischen Chemiker Alexander Shulgin synthetisiert.

## Eigenschaften
4-Ethylthio-2,5-dimethoxyphenethylamin erzeugt für etwa 6–8 Stunden eine Verstärkung und Verzerrung der Sinnesempfindungen, verbunden mit einer leichten Euphorie. Als unangenehme Nebenwirkungen werden Übelkeit und Muskelverspannung mit verlangsamter Reaktionsfähigkeit genannt. Wissenschaftliche Untersuchungen zu den Wirkungen und Risiken der Verbindung liegen nicht vor. In der Bundesrepublik Deutschland ist die Verbindung seit 1998 aufgrund seiner Aufführung in der Anlage 1 des Betäubungsmittelgesetzes (BtMG) ein nicht verkehrsfähiges Betäubungsmittel. Der Umgang ohne Erlaubnis ist grundsätzlich strafbar.